# Други атински поморски савез
Други атински поморски савез назив је за конфедерацију старогрчких полиса на челу са Атином основану у првој половини 4. века п. н. е. са циљем одбране од Спарте и, касније, Персијског царства. Настао је 378. године п. н. е., тачно један век након образовања Делског савеза (Првог атинског поморског савеза). Чиниле су га: Византион, Митилена, Хиос, Метимна и Родос који са Атином склапају трајни војни савез и прикључују се Беотијском и Халкидичком савезу у борби против хегемоније Спарте. Савез је формално постојао до 355. п. н. е. када су чланице покренуле Савезнички рат који је завршен њиховим проглашењем независности.

## Увод
Први атински поморски (Делски) савез распуштен је 404. п. н. е. Био је то један од основних услова Спартанаца, победника у Пелопонеском рату. Лисандар је након победе код Егоспотама започео са укидањем демократије у Јонији. Чланице савеза, незадовољне тежњом Атине да своју политику наметне и њима, дочекале су Спартанце као ослободиоце. Међутим, успоставивши хегемонију над Хеладом, Спартанци су увели плаћање данка и у бивше чланице атинског архе-а поставили своје управнике - хармосте. Положај атинских савезника које су Спартанци „ослободили“ тираније Атине стварно је остао исти. Данак кога су плаћали Спарти био је једнак форосу кога су плаћали као чланарину; око 1000 таланата годиње. Демократске скупштине замењене су олигархијским декархијама, а атински епископи и клерухије спартанским хармостима и гарнизонима. Све то уз паролу „Слобода Хеладе“. Спровођење исплате дажбина било је грубље и примитивније. Сваки покушај отпора сурово је кажњаван. 
Сукоб Спарте и Персије доводи до избијања Коринтског рата. Рат је показао слабост спартанске власти. Пелопонески савез поражен је на свим фронтовима, а хегемонија Спарте одржала се само захваљујући промени политике персијског цара који је своју подршку у одсудном тренутку пружио Анталкиди. Једина држава, сем Спарте, која је нешто добила Анталкидиним (Царским) миром јесте Атина. Споразум из 404. п. н. е. био је поништен, Дуги бедеми обновљени, а поново је створена и атинска флота коју је чинило 100 тријера. Лемнос, Скирос и Имброс остале су атинске територије. Тако оснажена Атина постала је центар незадовољства политиком Спарте. 

## Настанак савеза
У лето 379. п. н. е. изби устанак у Теби. Мања група одважних под вођством Пелопиде побила је руководиоце олигархије и ослободила демократе из тамница. Тебанци су отпочели напад на Кадмеју која се убрзо предаје. На предлог Епаминонда, још једног од учесника, у Теби је успостављено демократско државно уређење. Поход спартанског краља Клеомброта који је притекао олигарсима у помоћ завршен је неуспехом.
Након неуспешног похода на Тебу, војсковође Сфордија и Фебида прелазе границу Атике. Намера им је била да се освајањем Атине искупе за неуспех у Беотији. Међутим, на први знак опасности Атињани се окупише у Пиреју и организоваше одбрану. Сфордија је морао да одустане. Овај неуспешан поход на Атину довео је до раскида мира између Спарте и Атине. Атина оснива Други атински поморски савез и придружује се Беотији у рату против Спарте. Исте године савезницима се придружује и Халкидички савез.

## Беотијски рат
Нашавши се поново на челу поморске државе, Атина нагло јача. Бројне унутрашње реформе подигле су борбену способност земље. Поморска диверзија Спарте имала је жалосне последице. У крвавој бици код Наксоса спартанска флота потпуно је потучена. Атињани поново постају господари Егејског мора. У савез 375. п. н. е. улазе Киклади, Халкидики, Абдера, Коркира, Кефалонија и низ мањих полиса. Спарта је приморана на преговоре. Мировним споразумом из 374. п. н. е. Спарта је признала Атински поморски и Беотијски савез.
Уговор је, међутим, остао мртво слово на папиру. Рат је настављен, углавном на штету Спарте, све до 371. п. н. е. када Спарта поново сазива мировни конгрес. Рат са Атином је завршен, али рат са Беотијом и Тесалијом је настављен. 

## Хегемонија Тебе
Спартански краљ Клеомброт добија наређење да нападне центар устанка - Тебу. Епаминонда му полази у сусрет. Битка која је одлучила исход рата одиграла се код Леуктре 371. п. н. е. Захваљујући тактици косог строја Тебанци односе сјајну победу. Спартанци се повлаче на Пелопонез. Битка код Леуктре званично је означила крај спартанске хегемоније. Хегемонију сада формира Теба. Фокида, Локрида, Етолија, Акарнанија и Еубеја улазе у Беотијски савез. У ту сврху, Акарнанија и Еубеја иступиле су из Атинског поморског савеза. Природно, то ће довести до непријатељства дотадашњих савезника, Атине и Тебе. 
Годину дана након битке код Леуктре Аркадија, чланица Пелопонеског савеза, одмеће се од Спарте и тражи помоћ од Тебе за увођење демократског уређења. Епаминонда сместа прихвата позив у помоћ и организује поход на Пелопонез. Сам град Спарта био је у опасности од освајања, али су Пелопида и Епаминонда одустали од опсаде како би избегли непотребно проливање крви. Суочена са великом опасношћу, Спарта је принуђена на дотада неприхватљив корак. Атини је упућен понизни позив у помоћ. Атина се одазива и извршава војну демонстрацију на Коринтској превлаци и Арголиди чиме приморава Тебанце да се повуку у Беотију. Следеће, 369. п. н. е. склопљен је одбрамбени савез између Спарте и Атине уперен против Тебе. Нови савезници утврђују Коринтску превлаку како би спречили нове походе Тебанаца. 
Ситуација се још више компликује уплитањем Персије у унутрашња збивања Грчке. Године 367. п. н. е. у Сузи је одржан конгрес пред персијским царем. Пелопида је највише импоновао цару те је Персија наредила Атињанима да "извуку своје бродове на копно". Сем Беотије, нико није био задовољан конгресом и сви су одбили да потпишу свој пристанак. Атина шаље флоту од 30 тријера на обале Мале Азије где се умешала у борбу међу сатрапима. Истовремено, Атина преузима контролу над Амфипољем, а на Самосу насељава клерухе. 
Захваљујући персијској помоћи, Тебанци опремају флоту од 100 тријера и пролазе кроз Босфор проузроковавши излазак Византиона, Хиоса и Родоса из савеза. Они се враћају неколико година касније јер Теба своје војне демонстрације није обнављала. Коначно, 362. п. н. е. удружене снаге Спарте и Атине воде битку против Тебе код Мантинеје. Она се завршила неодлучно, али је у њој погинуо Епаминонда што је довело до краха тебанске хегемоније. Атина поново постаје хегемон. 

## Савезнички рат
Атинско заузимање Амфипоља изазвало је рат са Македонијом. Истовремено се погоршавају односи Атине и савезника. Процес распадања савеза који је започео шездесетих година довео је 357. п. н. е. до Савезничког рата. Савезници се одмећу од Атине и организују самосталан савез. У њега улазе Родос, Хиос, Кос, Византион, Калхедон и Семберија. Удружена флота од преко 100 тријера пустошила је Атини верна острва Лезбос, Имброс, Самос. Атинске везе са Понтом су прекинуте. Битка код Ембатона завршена је поразом Атине. Двогодишњи рат испразнио је атинску благајну. Сем тога, Атини је претила глад због пресецања веза са Црним Морем. Све то су били разлози због којих је Атина приморана да 355. п. н. е. призна потпуну аутономију савезника. Други атински поморски савез престао је да постоји. у тесној вези са Атином остали су само Киклади, Лезбос, Имброс, Самос, острва дуж обале Тракије, Скирос и неколико градова Херонеса Трачког. 

## Управа
На челу Другог атинског поморског савеза стајала су два органа: атинска народна скупштина и синедрион - представничко тело савезника са седиштем у Атини. Свака држава чланица имала је право на један глас, а одлуке су доношене већином гласова. Форос је замењен синтаксисом који је био знатно мањи. 